# Allium circinatum
Allium circinatum är en amaryllisväxtart som beskrevs av Franz e Wilhelm Sieber. Allium circinatum ingår i släktet lökar, och familjen amaryllisväxter. IUCN kategoriserar arten globalt som otillräckligt studerad.

## Underarter
Arten delas in i följande underarter:
- A. c. circinatum
- A. c. peloponnesiacum